# Барри, Дэйв
Дэйв Барри (англ. Dave Barry) — американский публицист и детский писатель, сатирик, колумнист.

## Биография и творчество
Дэйв Барри родился 3 июля 1947 года в штате Нью-Йорк. Чрезвычайно популярный ведущий юмористической колонки во флоридской газете «Майами Геральд» (англ. The Miami Herald) (1983—2005). Статьи Дэйва Барри публиковались более чем в пятистах газетах, как в США, так и в других странах мира. В 1988 году он получил Пулитцеровскую премию за злободневную публицистику.
Барри автор более 20 книг и сборников статей в жанре юмористической публицистики, таких, как «Полный путеводитель по мужикам», «Книга плохих песен», «Дейв Барри с Марса и Венеры», «Супружество или секс» (переведена на русский язык) и других, и ни в одной из которых, как замечает сам автор, «в сущности нет никакой полезной информации». Его сатирическая колонка послужила основой телевизионного комедийного шоу. Первый роман Барри «Большие неприятности», написанный, как и «Хитрый бизнес», на флоридском материале, лёг в основу одноимённого фильма (2002) американского режиссёра Барри Зонненфельда, который шёл в российском прокате. «Полный путеводитель по мужикам» был экранизирован в 2005 году.
Кроме того, Дэйв Барри является автором книг (и однофамильцем автора оригинальной книги Джеймса Мэтью Барри) про Питера Пэна, мальчика, который умел летать. Из под его пера (совместно с Ридли Пирсоном) вышла целая серия книг The Starcatchers (Ловцы звёзд), первые три книги из которой переведены на русский язык:
— «Peter and the Starcatchers» / «Питер Пэн и Ловцы звёзд» (2004 год; перевод и выход книги на русском языке в 2010 году, изд-во «Эксмо»),
— «Peter and the Shadow Thieves» / «Питер Пэн и Похитители теней» (2006 год; перевод и выход книги на русском языке в 2010 году, изд-во «Эксмо»),
— «Peter and the Secret of Rundoon» / "Питер Пэн и Секрет Рандуна (2007 год; перевод и выход книги на русском языке в 2011 году, изд-во «Эксмо»),
— «Peter and the Sword of Mercy» / "Питер Пэн и Меч сострадания (2009 год),
— «The Bridge to Never Land» / "Мост в Нигдешнюю страну " (2011 год).
Дэйв Барри играет на лидер-гитаре в писательской рок-группе «Рок Боттом Ремайндерс» вместе со Стивеном Кингом, Эми Тань, Ридли Пирсоном и Митчем Элбомом — играть толком не умеет никто, но делают это «очень громко».
Дэйв Барри очень много сделал для популяризации Международного пиратского дня.

## Политические взгляды
Дэйв Барри придерживается либертарианских взглядов и состоит в Либертарианской партии США.

## Семья
Дэйв Барри живёт в Майами с женой Мишель Кауфман, которая работает спортивным обозревателем, а также двумя детьми — сыном Робом и дочерью Софи.